# Contracaecum
A Contracaecum a Chromadorea osztályának az Ascaridida rendjébe, ezen belül az Anisakidae családjába tartozó nem.

## Tudnivalók
A Contracaecum-fajok tengeri fonálférgek (Nematoda). E féregnem egyes fajai a közönséges pörölycápában (Sphyrna zygaena) is élősködődnek.

## Rendszerezés
A nembe az alábbi 11 faj tartozik:
- Contracaecum filiforme (Stossich, 1904)
- Contracaecum mirounga Nikolskij, 1974
- Contracaecum mulli (Wedl, 1855)
- Contracaecum multipapillatum (Drasche, 1882)
- Contracaecum osculatum (Rudolphi, 1802)
- Contracaecum papilligerum (Creplin, 1846)
- Contracaecum pyripapillatum Shamsi, Gasser, Beveridge, 2008
- Contracaecum radiatum (Linstow, 1907)
- Contracaecum rudolphii Hartwich, 1964
- Contracaecum septentrionale Kreis, 1955
- Contracaecum spiculigerum (Rudolphi, 1809)

Az alábbi 3 faj bizonytalan helyzetű:
- Contracaecum bioccai Mattiucci, Paoletti, Olivero-Verbel, Baldiris, Arroyo-Salgado & Garbin, 2008
- Contracaecum margolisi Mattiuci, Cianchi, Paggi, Sardella, Timi, Webb, Bastida, Rodriguez & Bullini, 2003
- Contracaecum pedum (Deslongchamps, 1824) - nomen dubium

A Wikifajok még két fajról írnak, de ezek nincsenek meg a WoRMS-ban:
- Contracaecum chubutensis Garbin , Diaz , Cremonte & Navone - gazdaállata: kékszemű kárókatona (Phalacrocorax atriceps)
- Contracaecum eudyptes Johnston & Mawson, 1953 - gazdaállatai: aranytollú pingvin (Eudyptes chrysocome) és sárgaszemű pingvin (Megadyptes antipodes)